# 毛脉脚骨脆
毛脉脚骨脆（学名：Casearia glomerata f. pubinervis）为大风子科脚骨脆属球花脚骨脆下的一个变型。